# Cour d’Appel (Kamerun)
Der Cour d’Appel (dt.: „Appellationsgericht/Berufungsgericht“) in Kamerun ist das Gericht zweiter Instanz. Es befindet sich in der Landeshauptstadt Yaoundé. Das Berufungsgericht ist zuständig für das Urteil über Entscheidungen anderer Gerichte, außer denen des Obersten Gerichtshofs von Kamerun, des Haute Cour de Justice und seiner eigenen. Bei den Berufungsgerichten handelt es sich um die Gerichte zweiter Instanz, die im Wege der Berufung über Anträge auf teilweise Abänderung oder Aufhebung von Urteilen der Gerichte erster Instanz (Obergerichte, Bezirksgerichte, Handelsgerichte, Arbeitsgerichte, gemeinsame Pachtgerichte, Sozialversicherungsgerichte) entscheiden.

## Grundlage
- Code de l’Organisation Judiciaire. Articles L211-1 et s, R211-1 et s.
- Code de procédure civile. Articles 542 et s, 899 et s.